# Torgauer Straße 50 (Annaburg)

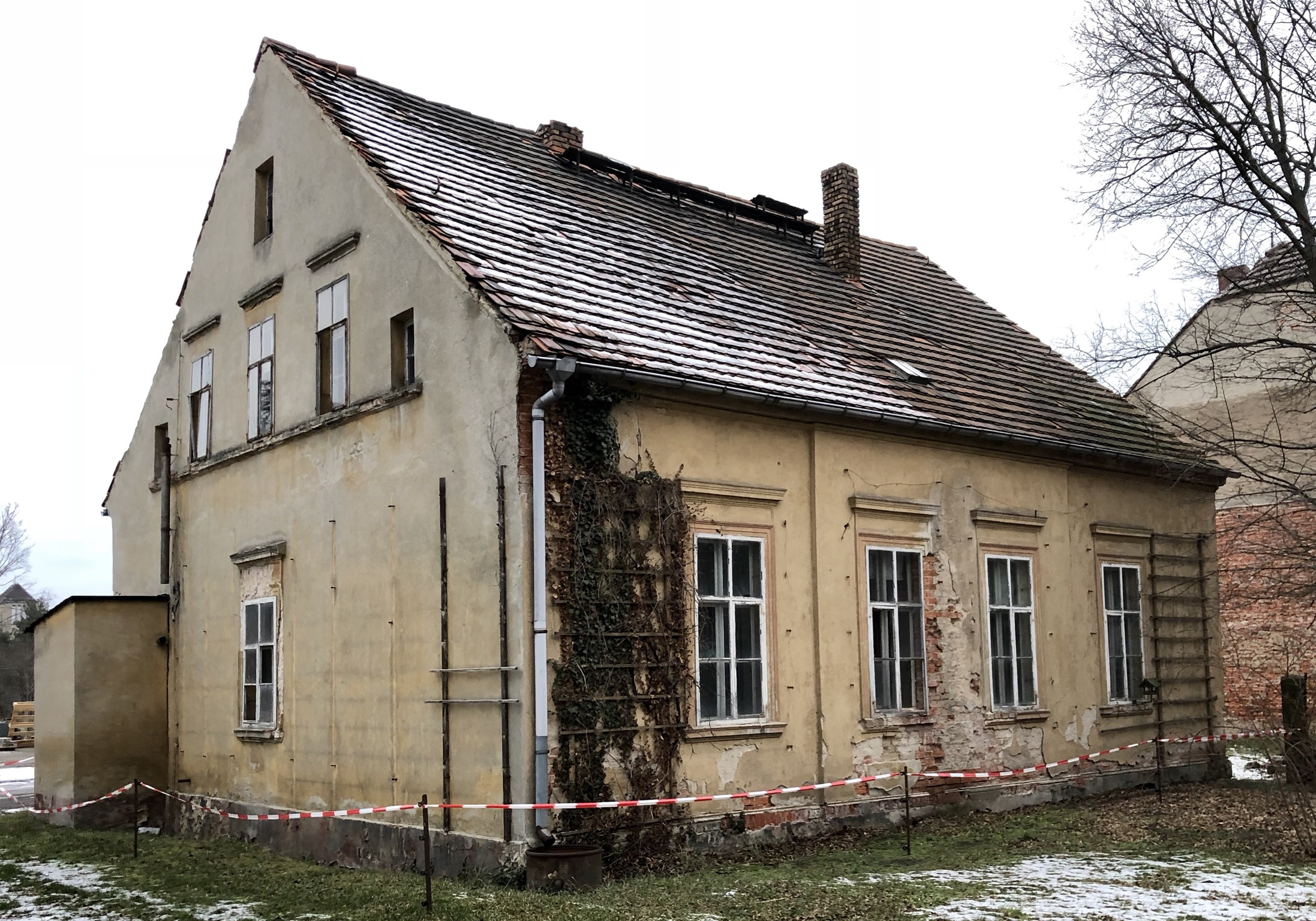
Torgauer Straße 50, 2019

Das Haus Torgauer Straße 50 ist ein denkmalgeschütztes Wohnhaus in der Stadt Annaburg in Sachsen-Anhalt.
Es befindet sich auf der nordwestlichen Seite der Torgauer Straße im westlichen Teil Annaburgs.
Das eingeschossige in massiver Bauweise errichtete Gebäude steht traufständig zur Straße. Es entstand in der Mitte des 19. Jahrhunderts im Stil des Spätklassizismus. Dem vierachsig ausgeführten Haus ist ein kleiner umfriedeter Vorgarten vorgelagert.
Es bestand in der Vergangenheit abweichend von der heutigen Adressierung die Adresse Torgauer Straße 37. 
Im örtlichen Denkmalverzeichnis ist das Wohnhaus unter der Erfassungsnummer 094 35223 als Baudenkmal verzeichnet.